# Huis Faucogney

Wapen van Faucogney

## Geschiedenis
De familie van Faucogney is een uitgestorven adellijke familie die afkomstig is uit Faucogney in de Franche-Comté in Frankrijk. De familie verdeelde zich in het midden van de 12e eeuw in vier takken en stierf uit in de 14e eeuw.
De familie dankt zijn naam aan de heerlijkheid van Faucogney in de Franche-Comté in Frankrijk. Zijn afstamming gaat terug naar Gislebert, de landheer van Faucogney en burggraaf van Vesoul, die in 1092 een priorij in de buurt van Vesoul stichtte.
De familie van Faucogney was in het midden van de 12e eeuw verdeeld in vier takken
Naast de heerlijkheid van Faucogney, bezat de familie Faucogney vele heerlijkheden in de omliggende dorpen.
Jean van Faucogney trouwde vóór 1336 met Isabelle van Frankrijk, dochter van koning Filip V van Frankrijk en weduwe van Guigues VIII de La Tour du Pin (1309-1333), ze hadden geen kinderen.
De familie van Faucogney stierf in de 14e eeuw uit in de familie van Longwy. with the marriage in 1370 of Jeanne de Faucogney with Henri de Longwy, lord of Rahon.